# 팔레스트로역
팔레스트로역(이탈리아어: Palestro)은 밀라노 지하철 1호선의 역이다. 1964년 11월 1일 1호선의 '세스토 마렐리' - '로토' 구간이 처음으로 개통하면서 문을 열었다.
팔레스트로 역은 코르소 베네치아에서 팔레스트로 로 (via Palestro)와 교차하는 지점에 있으며, 그와 동시에 밀라노 도심의 바로 바깥쪽에 있다. 지하에 있는 역이며, 밀라노 자연사박물관과 가까운 거리에 있다.

## 시설
이 역에는 다음과 같은 시설이 있다.
- 장애인 승객을 위한 접근 시설
- 에스컬레이터
- 승차권 자동판매기
- 역 감시카메라